# Álvaro Gonçalves de Sequeira
Álvaro Gonçalves de Sequeira foi um nobre do Reino de Portugal e Alcaide-mor de Lisboa.

## Relações familiares
Foi filho de Gonçalo Anes Redondo e de Teresa Esteves de Freitas. Casou com Brites Fernandes de Cambra filha de Fernão Afonso de Cambra e de Sancha Pais Correia, de quem teve:
1. João Redondo de Sequeira;
2. Inês Gonçalves de Sequeira que casou com Gonçalo Vasques de Moura, 4.º alcaide-mor de Moura., filho de outro Gonçalo Vasques de Moura, que foi o 3.º Alcaide-mor de Moura e de Maria Anes de Brito.